# Alt de la Safor
L'Alt de la Safor és un cim de la serra del mateix nom entre les comarques de la Safor, el Comtat i la Marina Alta, al País Valencià. Amb una altura de 1.012 metres sobre el nivell de la mar (msnm), esdevé el cim més elevat de la serra de la Safor i de la mateixa comarca. L'Alt de la Safor s'insereix en l'anomenat Circ de la Safor, una estructura muntanyosa en forma de graderia semicircular que recorda a un circ glacial.
Des d'aquest cim, vèrtex geodèsic de segon ordre, s'observa una panoràmica de la totalitat del golf de València i d'altres cims emblemàtics com el Montgó, el Puig Campana, Aitana, el Carrascal de la Font Roja, el Montcabrer, el Benicadell o el Mondúver.
A un coll al vessant nord-oest del cim es troba una nevera en prou mal estat de conservació. Es tracta d'una construcció del segle xviii que feia les funcions de depòsit de gel i que operava per a Gandia i la comarca de la Safor.